# رضا جفری
رضا جفری (انگلیسی: Raza Jaffrey؛ زادهٔ ۱۹۷۵ میلادی) یک هنرپیشه اهل انگلیس است.
وی در فیلم‌های وعده‌های شرقی، صخره‌های آزادی و سکس و شهر ۲ و مجموعه‌های تلویزیونی ام آی فایو و روزی روزی روزگاری در سرزمین عجایب و همچنین دشمن درون بازی کرده‌است.

## اوایل زندگی
او در شهر لیورپول، مرسی ساید، از پدری هندی اهل آگره و مادری انگلیسی اهل لیورپول به دنیا آمد. او در لندن بزرگ شد و در دانشگاه منچستر، رشته انگلیسی و درام را خواند. همزمان با دانشگاه، در چندین نمایش در جشنواره ادینبرو فرینج شرکت می‌کرد.
در آخرین سال تحصیلی خود در منچستر، او با گرگوری دوران، مدیر ارشد رویال شکسپیر کامپنی کار کرد، که از آن به عنوان یکی از مواردی یاد می‌کند که باعث شد برای مدرسه تئاتر بریستول اولد ویک درخواست دهد و در نهایت به یک بازیگر حرفه ای تبدیل شود. در طول مدت حضورش در منچستر، او همچنین خواننده اصلی یک گروه موسیقی جاز فانک بود.